# Casa Vives (Barcelona)
La Casa Vives, erròniament coneguda com a Casa Gironella, és un edifici situat als carrers de Sant Sever i de Sant Felip Neri i la plaça de Sant Felip Neri del Barri Gòtic de Barcelona, catalogat com a bé cultural d'interès local. Actualment allotja un hotel de luxe.

## Història
A finals del segle xvii, en aquest indret hi havia dues cases, la propietat de les qual va ser unificada el 1728 per Maria Gràcia Torres, que les va fer reedificar. Casada amb el biscaí Miguel de la Torre y de Mollinedo, tresorer general de la Reial Hisenda del Principat i establert a Barcelona el 1718, l'hereu fou el seu fill Marià de la Torre i Torres, que el succeiria en el càrrec i a qui el Reial Patrimoni embargaria la finca per impagament d'un deute.
Finalment, el 1782, la propietat va ser recuperada pel seu fill Marià de la Torre i de Tord, resident a Vic, que per a poder liquidar el deute, la va vendre al jurista Raimon Vives i Vidal, relator del Civil a la Reial Audiència de Catalunya, per 11.700 liures. Tot seguit, el febrer del 1783, aquest va demanar permís per a reorganitzar-ne les obertures i construir-hi balcons ampitats, i novament un any més tard per a obrir una botiga a la cantonada. El 1790, va demanar permís per a donar volada a un balcó ampitat al carrer de Sant Felip Neri.
El 1800, Ramon Vives es va casar en segons noces amb Gaietana Gualba i Negre, filla del corredor reial de canvis Josep Gualba i de Maria Negre, que li va aportar un dot de 6.500 lliures i dues calaixeres de roba. El 1825 es va fer la partició de la seva herència entre Pere i Marianna Vives i Cebrià, casada amb el notari Josep Fèlix Avellà i Navarro, fills del seu primer matrimoni amb Vicenta Cebrià i Rifós, per una banda, i la seva vídua Gaietana Gualba i les seves filles Eulàlia, Maria Assumpció i Gaietana Vives i Gualba, per una altra, quedant la casa del carrer de Sant Sever en mans d'aquestes darreres. Destinada a habitatges de lloguer, va seguir en mans dels seus descendents fins al 1925, quan va ser adquirida per la Societat Econòmica Barcelonesa d'Amics del País, que instal·là la seva seu al principal i hi va fer diverses reformes (tot que no estan documentades).
El 1938, la plaça de Sant Felip Neri va quedar molt malmesa a causa dels bombardejos de la Guerra Civil, i el 1958, l'arquitecte municipal Adolf Florensa va refer-la amb façanes d'altres edificis, com les cases dels gremis de Sabaters i de Calderers. Aleshores, la casa Vives hi va ser ampliada amb una nova façana, realitzada amb elements aprofitats d'altres edificacions. Es va haver de modificar el projecte per la troballa de restes arqueològiques al subsòl i la refonamentació de la façana posterior, i les obres ja eren acabades el 1964. El 1974, l'arquitecte Enric Salamanca de Alcaraz va fer un dictamen per tal de declarar la finca en ruïna, però no va convèncer els Serveis Tècnics municipals.
El 2001, la societat es va traslladar al carrer de Basea, 8-10 i l'edifici fou rehabilitat per l'arquitecte Damià Ribas per a convertir-lo en hotel.

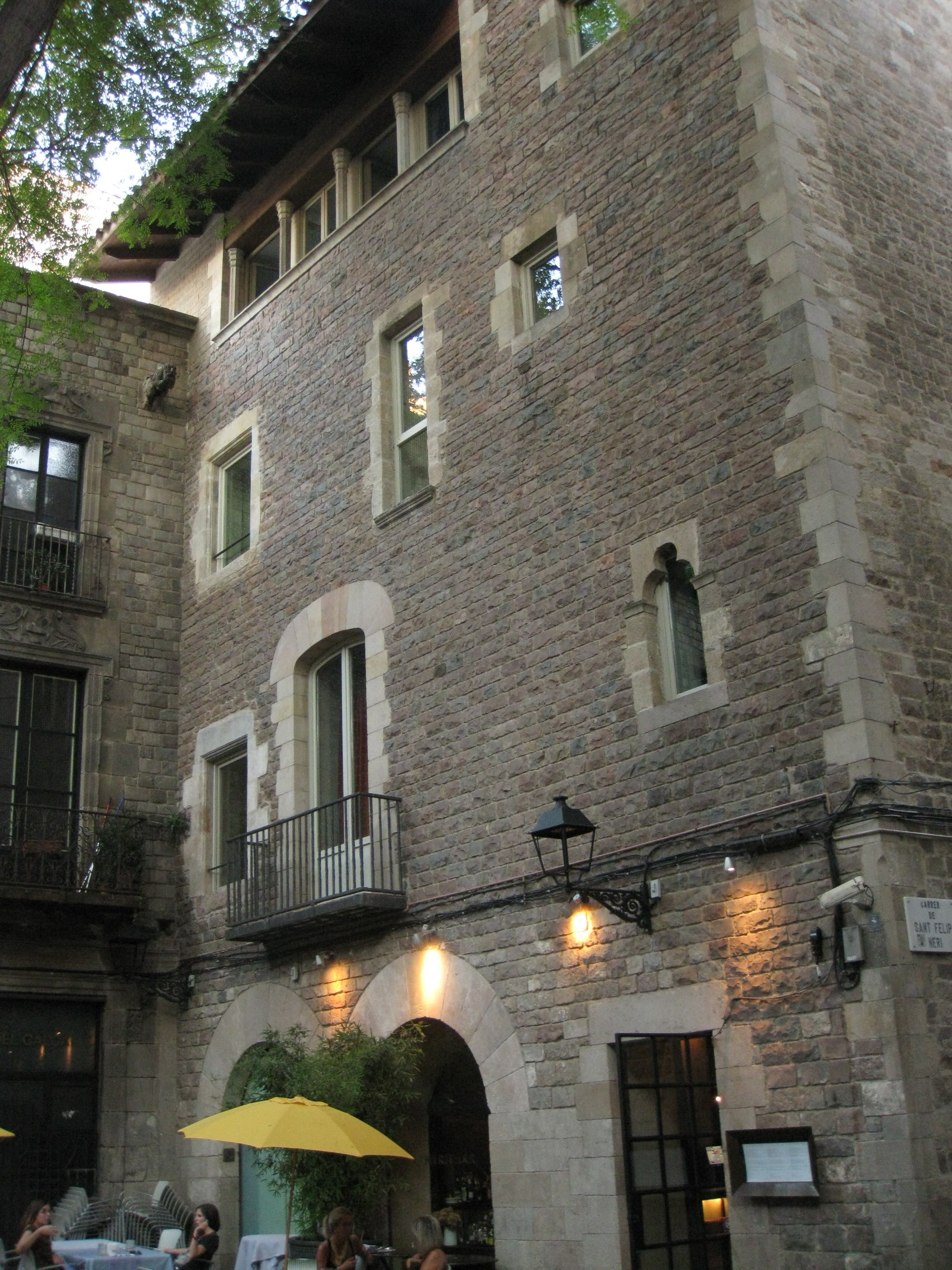
Façana de la plaça de Sant Felip Neri

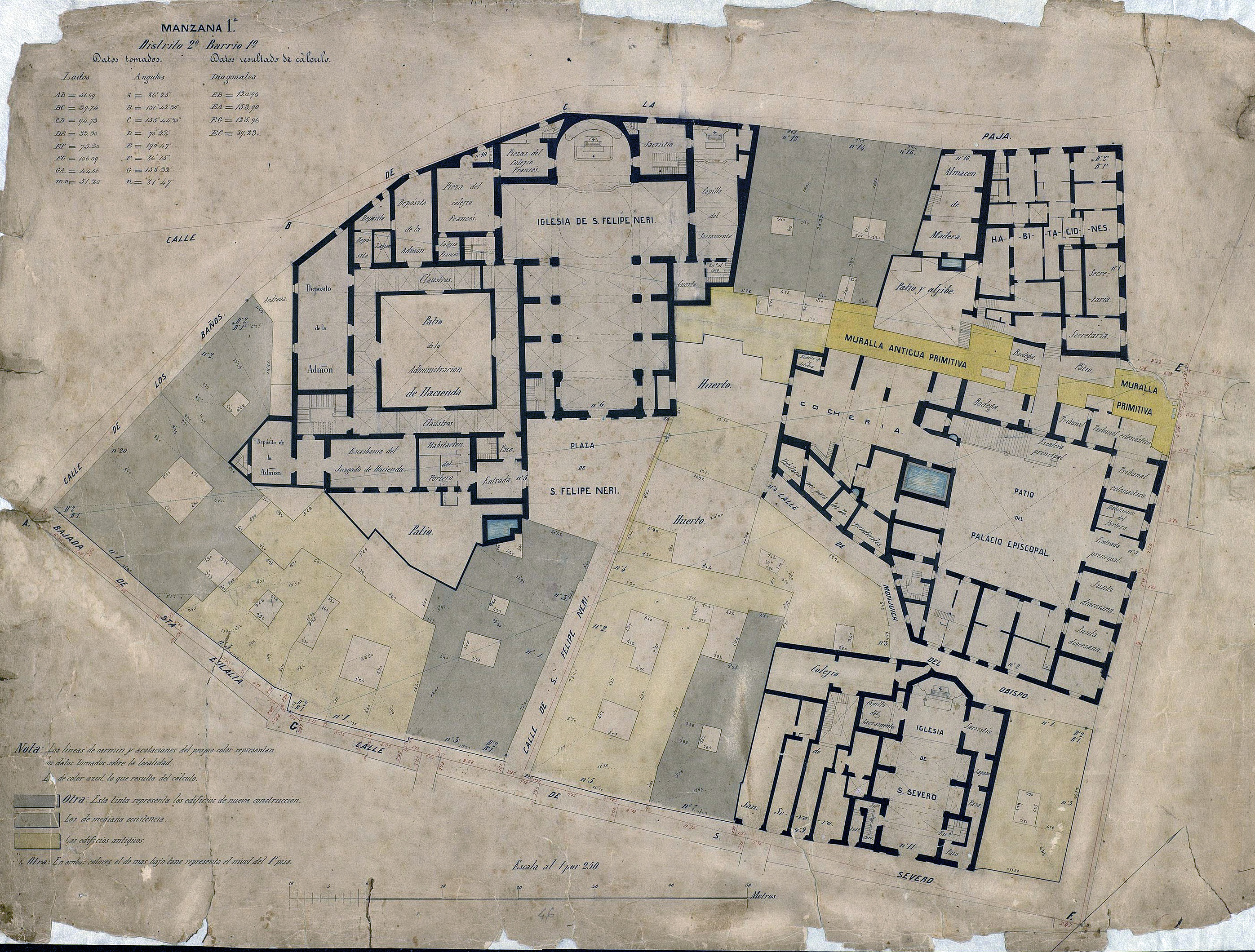
Quarteró núm. 46 de Garriga i Roca (c. 1860)

## Descripció
La façana principal es troba al carrer de Sant Sever. Té planta baixa, dos pisos i teulada a una vessant. A la planta baixa s'obren tres portes i una finestra, totes elles allindades. La porta central és més ample i alta que les laterals i porta a un pati. En aquest pati hi ha una escala descoberta, que es recolza sobre un arc rampant, i una gran arcada que arrenca de dos pilastres amb capitell sense decoració. al primer i segon pis de la façana s'obren balcons individuals de molt poc voladís amb barana de ferro forjat. En un dels extrems, entre els dos pisos, hi ha una petita finestra. El parament és d'esgrafiats que imiten carreus excepte a l'emmarcament de les obertures i la cantonada que son de carreus ben treballats. La façana està coronada pel ràfec de la teulada decorat amb un doble fris de dents de serra.
La façana del carrer de Sant Felip Neri és similar a l'anterior però quan s'apropa a la cantonada amb la plaça canvia totalment les formes i guanya un pis més. En aquest últim tram s'obre a la planta baixa un gran portal adovellat i finestres allindanades. Al primer pis hi ha una gran finestra d'arc rebaixat amb l'ampit motllurat i al costat una més petita amb la llinda decorada amb un arc conopial. Al segon i tercer pis s'obre una finestra allindanada per planta. Aquí el parament deixa de banda l'esgrafiat per deixar a la vista els petits carreus regulars d'acabat rugós, excepte l'emmarcament de les obertures i la cantonada que són de grans carreus llisos.
A la planta baixa de la façana de la plaça de Sant Felip Neri s'obren dos arcs de mig punt adovellats i una porta de llinda. Al primer pis hi ha un balcó individual amb barana de ferro forjat; la porta que dona a aquest balcó és d'arc rebaixat. Al costat hi ha una finestra allindanada i a l'altre costat una finestra amb la llinda decorada amb un arc lobulat. Al segon pis hi ha tres obertures allindanades i al tercer pis una finestra similar i una galeria a la zona central amb columnes que aguanten una llinda de fusta i amb l'ampit motllurat. L'espai de la galeria està cobert amb teulada a un vessant de gran voladís, mentre que l'espai de la cantonada té un terrat.